# Lillegöl (Burseryds socken, Småland)
Lillegöl är en sjö i Gislaveds kommun i Småland och ingår i Nissans huvudavrinningsområde.